# Bicotylophora trachinoti
Bicotylophora trachinoti är en plattmaskart. Bicotylophora trachinoti ingår i släktet Bicotylophora och familjen Discocotylidae. Inga underarter finns listade i Catalogue of Life.